# Улдіс Стабулніекс
Улдіс Стабулніекс (латис. Uldis Stabulnieks; *8 жовтня 1945, Рига — †27 вересня 2012) — латвійський композитор, піаніст і співак.

## Біографія
Навчався в музичній середній школі імені Еміля Дарзіня. У 1972 році закінчив клас хорового диригування Яніса Думіня в Латвійській державній консерваторії, з 1972 до 1975 роки продовжив вчитися там же в класі композиції Валентина Уткіна.

## Творча діяльність
У 1965 році брав участь у створенні солдатського ансамблю «Звайгзніте» («Зірочка»). З 1969 по 1988 роки працював концертмейстером естрадного оркестру Латвійського радіо і телебачення. У період з середини 1970-х років до початку 1980-х років композитор керував ансамблем Латвійської філармонії, який пізніше був перейменований в ВІА «Тіп-топ». У складі цього ансамблю на сцені сяяли такі зірки латвійської естради, як Маргарита Вілцане і Ояр Ґрінберґс. Стабулніекс є автором першого латвійського блюзу, створеного ним в 1972 році.
|  | Стабулніекс відомий перш за все як автор естрадних пісень і джазової музики. Його діяльності в цих жанрах притаманні серйозність задумів, відбір високохудожньої поезії і її делікатна, лірично зосереджена подача. |

## Нагороди та звання
- Лауреат міжнародного конкурсу джазових композицій в Монте-Карло (1973)
- У 1995 році нагороджений Великим музичним призом Латвії.
- 18 листопада 2011 року був призначений офіцером Хреста Визнання за заслуги перед латвійською культурою, яскравий творчий внесок в латвійську музику і розвиток театральної музики.
- 26 лютого 2013 року на церемонії нагородження «Призи Латвійських музичних записів 2012» нагороджений Золотим мікрофоном в номінації «Кращий альбом авторських пісень» за альбом «Я люблю це красиве життя».

## Фільмографія
- «Дихайте глибше» (латис. Elpojiet dziļi!) — Художній фільм режисера Роланда Калниньша, 1967 — епізодична роль.

## Автор музики до фільмів
- «Чужі пристрасті» (1983)
- «В зарослу канаву легко падати» (1986)
- «Це дивне місячне сяйво» (1987).

## Пам'ять
Похований в Ризі на Лісовому цвинтарі.